# Дейвид Кази
Дейвид Кази (на английски: David Kazzie) е американски адвокат и писател на произведения в жанра научна фантастика и трилър, автор на популярни анимационни филми в YouTube.

## Биография и творчество
Дейвид Кази е роден на 20 август 1973 г. в Ричмънд, Вирджиния, САЩ. Следва право и след дипломирането си работи в няколко различни области на правото – като адвокат, като адвокат във върховния съд на щата, в застрахователна защита и представляващ местната власт във Вирджиния.
Заедно с работата си пише няколко ръкописа на романи, като за всички получава отказ от издателствата. Води и хумористичен блог и прави анимационни филми в YouTube.
Първият му роман, трилърът „Джакпот“, е издаден през 2011 г. Той е история за млада адвокатка от Ричмънд, която открива, че нейният финансово затънал шеф планира да открадне големия печеливш лотариен билет на новия им клиент, и се стреми да върне билета на законния му собственик. Но по следите на билета е тръгнал и безмилостен убиец. Романът става бестселър в списъка на „Ню Йорк Таймс“ и го прави известен.
В следващите години пише постапокалиптична научна фантастика в поредиците „Имунитетът“ и „Американска полунощ“, които са свързани с непозната зараза и мистериозно събитие довело до световен катаклизъм и упадък. С поредицата си „Чарли Далас“ отново се връща към жанра на трилъра.
Дейвид Кази живее със семейството си в Ричмънд.

## Произведения

### Самостоятелни романи
- The Jackpot (2011)[1][2][3]
Джакпот, изд.: ИК „Бард“, София (2015), прев. Милко Стоименов
- Anomaly (2018)
- The Nothing Men (2019)

### Серия „Имунитетът“ (The Immune)
1. Unraveling (2015)[1][2]
2. The Living (2017)

### Серия „Американска полунощ“ (American Midnight)
1. Shadows (2020)[1][2]
2. Nightfall (2020)
3. Daybreak (2021)

### Серия „Чарли Далас“ (Charlie Dallas)
1. Good as Gone (2022)[1]

### Анимационни филми
- So You Want to Go to Law School[4][6]
- So You Want to Write a Novel
- So You Want to Be a Teacher
- So You Want to Close Your Facebook Account[7]